# Explosionskatastrophe von Tianjin 2015

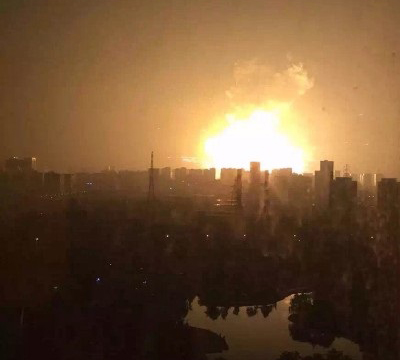
Erste kleinere Explosion im Hafen von Tianjin (2015)

Karte des Hafens Tianjin

Infolge zweier innerhalb kurzer Zeit aufeinanderfolgender Explosionen in der chinesischen Hafenstadt Tianjin am 12. August 2015 starben 173 Menschen, darunter 8 vermisste Personen, die offiziell für tot erklärt wurden.
797 Personen wurden verletzt.
Nachdem am späten Abend des 12. August die Feuerwehr zu einem Brand in einem Lagerhaus gerufen worden war, ereigneten sich um ungefähr 23:36 Uhr Ortszeit (17:36 MESZ) im Abstand von etwa 30 Sekunden zwei Detonationen in einem Container-Lager des Stadtteils Binhai im Hafen Tianjin, China. Die Explosionen wurden mit 2,3 und 2,9 auf der Momenten-Magnituden-Skala als Erdbeben wahrgenommen, die entstandene Rauchwolke war mehrere hundert Meter hoch. Der abschließende Untersuchungsbericht zur Katastrophe bezifferte die Sprengkraft, die in beiden Explosionen zusammen freigesetzt wurde, mit 450 t TNT.
Der Grund für die Explosionen war nicht sofort bekannt, einige Berichte gingen von einem Arbeitsunfall aus. Die staatlichen Medien in China gaben an, die erste Explosion sei durch ein unbekanntes, gefährliches Material in Transportcontainern ausgelöst worden. Diese hätten sich in einem Lagerhaus von Ruihai Logistics Co Ltd. befunden, einem auf den Transport von gefährlichen Gütern spezialisierten Unternehmen.

## Verlauf
Augenzeugen berichteten, dass etwa 40 Minuten vor der Katastrophe, gegen 22:50 Uhr Ortszeit, Feuerwehrleute zum Lagerhaus gerufen worden seien. Ein Feuerwehrmann berichtete, dass mehrere Container und eine Fläche von etwa 70 Quadratmetern in Flammen gestanden hätten, als er eintraf. Die Flammen seien etwa 10 m hoch gewesen. Es wurde sofort begonnen, das Feuer mit Wasser zu bekämpfen. Feuerwehrleute näherten sich dem Feuer bis auf 30 m. Gegen 23:36 Uhr ereignete sich dann die erste der beiden Explosionen; die zweite, deutlich stärkere, folgte etwa 30 Sekunden später. Frühe Berichte legen nahe, dass die Druckwelle noch mehrere Kilometer weit gespürt worden wäre.
Bis zu 1.000 Feuerwehrleute waren im Einsatz, um das Feuer unter Kontrolle zu bringen. Soldaten wurden nach Tianjin beordert, um dort Zelte aufzubauen und Straßen zu räumen. Etwa 200 Soldaten, die im Umgang mit nuklearen, biologischen und chemischen Unfällen geschult sind, wurden für Untersuchungen des Unglücksortes und Aufräumarbeiten eingesetzt. Am 13. August fanden immer noch kleinere Explosionen statt, auch waren noch nicht alle Brände gelöscht.
Nach Angaben der Behörden lag zunächst nicht die Aufklärung des Unfalls im Fokus, sondern Löschversuche an den Bränden und die Rettung und Behandlung der Verletzten. Am 14. August wurde um 18 Uhr Ortszeit von den Behörden erklärt, das Feuer sei „im Wesentlichen aus“, aber am 15. August um 11:40 Uhr Ortszeit waren weitere Explosionen zu hören und es flammten erneut Brände auf.

## Ort der Katastrophe

Karte des Tianjin Port Container Logistics Center von 2012 aus unbekannter Quelle

Die Explosionen fanden im „Tianjin Port Container Logistics Center“ im Beijiang-Hafen von Tianjin im Bereich zwischen Qiyun First Street, Qiyun Second Street und Yuejin Road statt (im Plan ist der Bereich mit „Zhongchu Holdings“ betitelt), ungefähre Koordinaten (Satellit-Modus): 39° 2′ 22,9″ N, 117° 44′ 12,3″ O.

## Personen- und Sachschäden

### Personenschäden
Die staatlichen Medien in China berichteten kurz nach den Explosionen, dass zwischen 300 und 700 Personen ins Krankenhaus eingeliefert wurden, viele von ihnen waren durch Verbrennungen und Folgen der Druckwelle verletzt. Am 13. August wurde die Zahl der Personen, die in Krankenhäuser eingeliefert werden mussten, auf 701 geschätzt; 71 davon schwebten in Lebensgefahr.
Frühe Berichte hatten von mindestens 17 Toten und 32 Verletzten gesprochen. Die Zahl der Toten stieg im Laufe des 13. August zuerst auf 44, später auf 50. Auf einer Pressekonferenz am 13. August bestätigten lokale Behörden, dass 66 Soldaten, die zur Brandbekämpfung eingesetzt waren, ärztlich versorgt werden mussten. Im Verlauf des 13. August wurden Zeugenaussagen bekannt, die besagten, dass von 200 Rettungskräften, die am Ursprung der Explosion eingesetzt wurden, nur vier überlebt hätten.

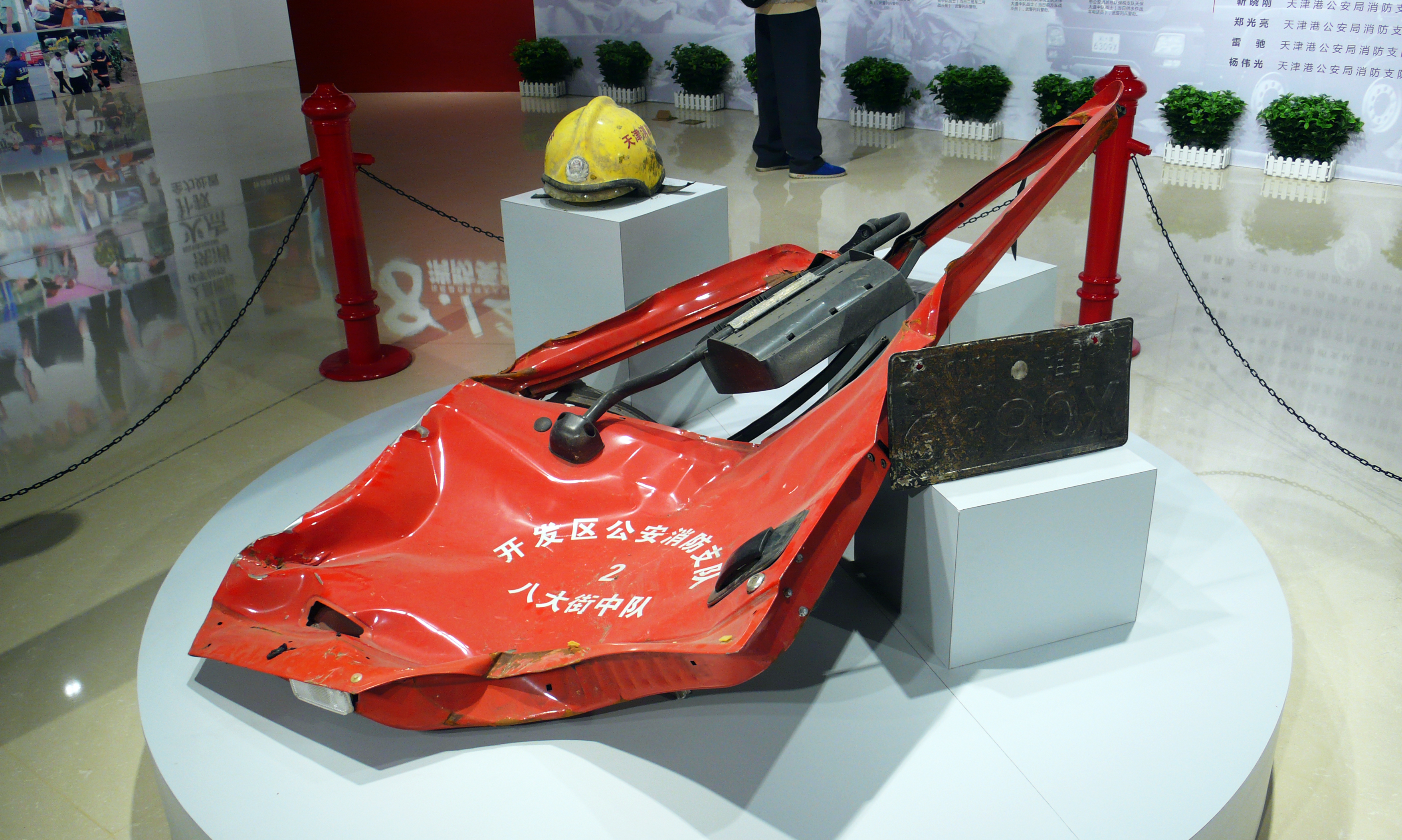
Helm eines Feuerwehrmanns und die in der Explosion beschädigte Tür eines Feuerwehrfahrzeugs

Ein Feuerwehrmann, der bei der ersten Explosion das Bewusstsein verloren hatte, konnte nach über 30 Stunden lebend gerettet werden. Ein weiterer Mann konnte am Nachmittag des 15. August lebend gerettet werden. Insgesamt konnten bis zum Nachmittag des 15. August 46 Personen lebend von der Unglücksstelle gerettet werden.
Die Zahl der Toten wurde am 12. September 2015 auf 173 festgesetzt. Unter den Toten sind 99 Feuerwehrleute, 11 Polizisten und 55 Zivilisten. Die Behörden erklärten, dass sie die Suche nach acht zu diesem Zeitpunkt noch vermissten Personen, darunter fünf Feuerwehrleute, eingestellt hätten, es gäbe keine Hoffnung mehr, sie zu finden. Es würden dementsprechend amtliche Todeserklärungen auf Antrag der Familien ausgestellt. Es gab 797 Verletzte. Von den getöteten Feuerwehrleuten arbeiteten mindestens 24 für die staatliche Feuerwehr von Tianjin und 75 als Feuerwehrleute für den Hafen von Tianjin.

### Sachschäden

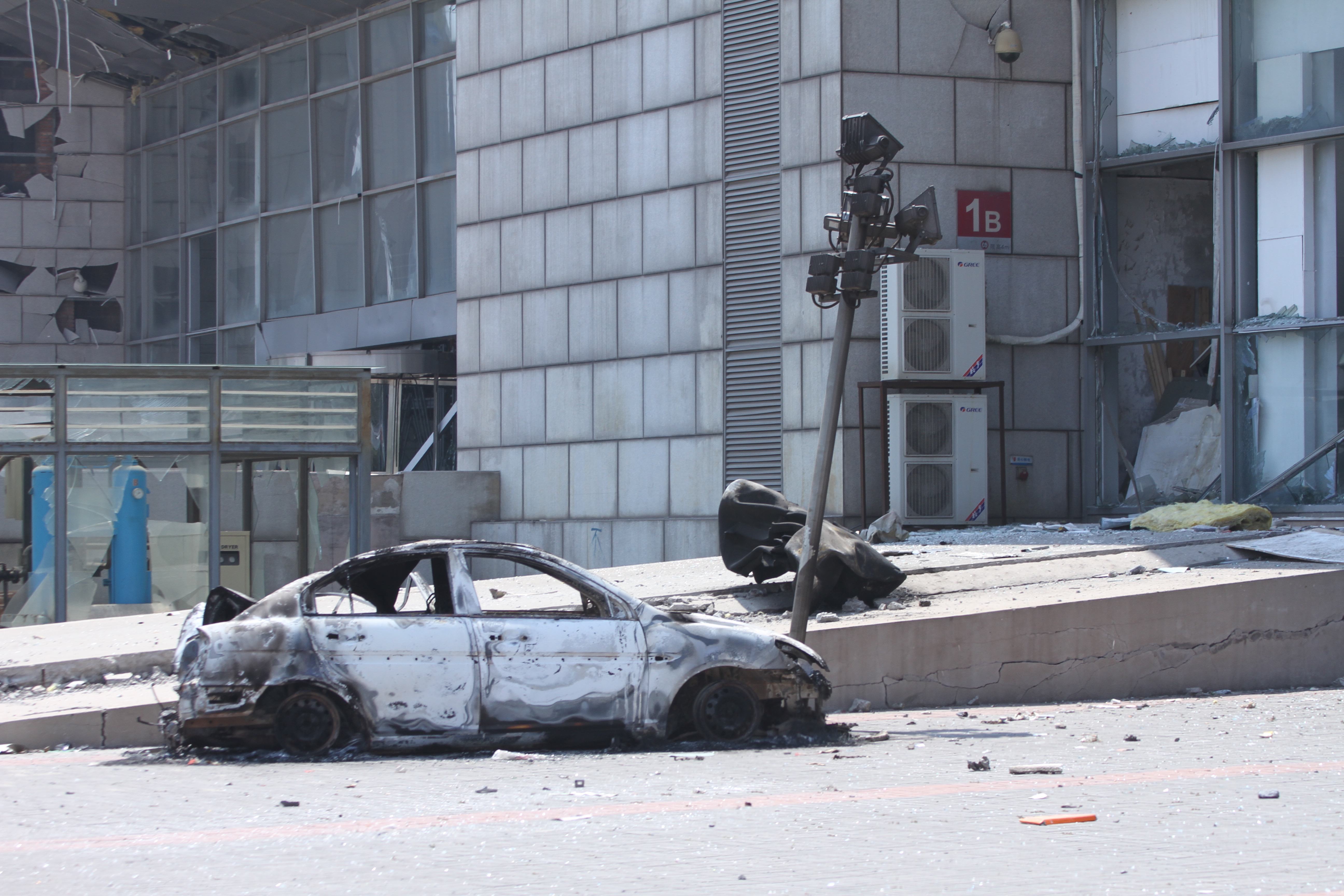
Zerstörtes Auto in der Umgebung

In Notunterkünften in Schulen und Zeltstädten wurden am 13. August 3000 Personen untergebracht, da ihre Wohnungen nicht betretbar waren. Die lokale Regierung rechnete damit, dass sich diese Zahl in der Nacht zum 14. August verdoppeln werde. Am 15. August hieß es dazu, dass 6300 Einwohner des betroffenen Gebiets in 12 Notunterkunftslagern, die in umliegenden Schulen eingerichtet worden sind, untergebracht worden seien. Die Zahl der Evakuierten in den Notunterkünften fiel bis zum 17. August auf 496 Personen. Am 25. August waren noch 95 Personen in einer Notunterkunft in einer Schule, die anderen Evakuierten haben eine Unterkunft an anderen Stellen gefunden.
Die Behörden gaben an, dass 17.000 Wohnungen, 1700 Betriebe und 675 Geschäfte von der Explosionskatastrophe betroffen seien. Die Gebäude von sieben Logistikunternehmen wurden zerstört. Bis zum 25. August hatten 223 Firmen den Betrieb nach einer Unterbrechung durch die Schäden der Katastrophe wieder aufgenommen. 140 weitere Firmen bereiten sich noch auf den Betrieb vor.
Zwölf Wohnblocks, die von der Explosion betroffen waren, wurden von Statikern untersucht. Elf der Blocks wiesen keine Probleme in der Bausicherheit auf. Lediglich in einem Block, in dem ein Feuer in einer Wohnung ausgebrochen war, waren größere Arbeiten notwendig, die das Gebäude insgesamt aber nicht gefährdeten.
Der Tianhe-1A-Supercomputer wurde für eine halbe Stunde heruntergefahren, nachdem das Gebäude, in dem er stand, beschädigt worden war.
In der Binhai New Area, ungefähr einen Kilometer vom Ort der Explosionen entfernt, wurden eine S-Bahn-Station und ein S-Bahn-Zug beschädigt. Der S-Bahn-Verkehr wurde teilweise eingestellt und ein Busersatzverkehr eingerichtet. Der Bahnverkehr wurde am 16. Dezember 2015 wieder eingeschränkt aufgenommen. Der Bahnhof Donghailu, der nur ungefähr 100 m von der Unglücksstelle entfernt liegt und bei der Explosion zerstört worden war, soll bis zum Februar 2017 an gleicher Stelle wieder aufgebaut werden.
Rund 8000 PKW im Wert von 630 Millionen US-Dollar wurden bei der Explosion zerstört. Jaguar Land Rover gab an, dass etwa 5800 Fahrzeuge seiner Marken betroffen seien. Da der Unglücksort gesperrt ist, konnte man jedoch noch zunächst keine genauen Angaben machen. Die PKW waren erst kurz vor dem Unglück aus Großbritannien gekommen. Die Automobilfirma Jeep gab an, dass 2000 Fahrzeuge infolge der Explosion zerstört worden seien und dass weitere 1300 Fahrzeuge nach Zahlung der Versicherungssumme an die Versicherung übergeben wurden. Weitere Fahrzeuge waren nicht direkt von der Explosion betroffen, waren jedoch im Freien in der Folgezeit und entsprechend vom Niederschlag der Explosion betroffen. Im April 2016 wurde öffentlich darüber diskutiert, was mit den von der Explosion betroffenen Fahrzeugen geschehe. Alle nicht von der Versicherung bezahlten Fahrzeuge sollten nach sorgfältiger Reinigung mit dem ausdrücklichen Hinweis, dass sie aus dem Umkreis der Explosion stammten, verkauft werden. Es sind jedoch auch Fahrzeuge, die offensichtlich aus dem Versicherungsbestand stammten, auf den Markt gebracht worden, von denen Jeep sagt, dass sie deren Verkauf ausdrücklich untersagt habe. Ein Handel mit Einzelteilen dieser Fahrzeuge wurde dabei jedoch nicht ausgeschlossen und es wurde von Verkäufern zugegeben, dass sie durch Beziehungen zu den Zulassungsbehörden die Zulassung dieser Fahrzeuge und damit deren Verkauf gesichert hätten.
Erste Schätzungen gingen von einem versicherten Schaden von bis zu 1,5 Milliarden US-Dollar aus. Der abschließende Untersuchungsbericht zum Verlauf der Katastrophe beziffert die Zahl der beschädigten Gebäude auf 304 und die der zerstörten Autos auf 12428. Es wurden weiterhin 7533 Container beschädigt. Die Schadenssumme beläuft sich demnach auf 6,87 Milliarden RMB (circa 1,1 Milliarden US-Dollar).

## Chemische Belastung am Unglücksort
Im Hafengebiet lagerten rund 3.000 Tonnen hochgefährlicher Chemikalien, darunter:
- 700 Tonnen Natriumcyanid;[46][48] die hochtoxische Verbindung reagiert leicht zu ebenfalls hochgiftiger Blausäure, beide führen zu Cyanidvergiftungen.
- Calciumcarbid; im Kontakt mit Wasser entsteht das hochentzündliche Gas Ethin (Acetylen).
- 800 Tonnen Ammoniumnitrat[46] und 500 Tonnen Kaliumnitrat[46] und Natriumnitrat; diese zersetzen sich explosionsartig bei hohen Temperaturen.

Verschiedene Medien berichteten über erhöhte Schadstoffkonzentrationen von Kohlenstoffmonoxid, Schwefeldioxid, Stickoxiden, Ethylenoxid, Trichlormethan und Toluol in der Umgebung.
Die chinesische Regierung gab an, nur bei einigen Schadstoffen seien die zulässigen Grenzwerte in der Luft überschritten worden – doch auch diese nähmen ständig ab, hieß es dazu am 14. August.
Als mögliche Explosionsursache wurde die Bildung des hochentzündlichen Gases Ethin (Acetylen) durch den Kontakt von gelagertem Calciumcarbid mit Löschwasser genannt. Da die Firmenunterlagen bei der Katastrophe zerstört wurden, sollen die Aussagen von Firmenverantwortlichen und Papieren der Zollbehörden Aufklärung über den Lagerbestand geben, was aber zu erheblichen Unterschieden in den Angaben führt. Gao Huaiyou, der stellvertretende Leiter der Arbeitssicherheitsbehörde von Tianjin, sagte in einer Pressekonferenz am 15. August, dass sich möglicherweise Natriumcyanid unter den Chemikalien befand, dass aber einige Container noch geschlossen seien, andere nicht registriert wären. Zu Berichten der örtlichen Medien über eine Menge von 700 Tonnen Natriumcyanid und ob diese von der Explosion betroffen war, machte er keine Angaben, sondern verwies auf laufende Untersuchungen.
Im Verlauf des 15. August ließen die zuständigen Behörden das Areal in einem Umkreis von drei Kilometern evakuieren, nachdem Natriumcyanid am Explosionsort gefunden wurde und bei einem sich ändernden Wind die Verbreitung giftiger Dämpfe in bewohnte Gebiete befürchtet wurde. In zwei Abwasserkanälen nahe der Unglücksstelle wurden stark erhöhte Cyanidwerte festgestellt. Die Behörden blockieren den weiteren Wasserabfluss und behandeln das belastete Wasser, um Umweltschäden entgegenzuwirken.
He Shushan, der stellvertretende Bürgermeister von Tianjin, kündigte an, dass alles Natriumcyanid bis zum Abend des 17. August (Ortszeit) von der Unglücksstelle entfernt würde. Eine von 17 Luftüberwachungsstationen meldete eine um 0,08 % erhöhte Konzentration an Natriumcyanid, und drei von 17 Wasserüberwachungsstationen meldeten Werte mit einer Erhöhung um das 27,4-fache bzw. um das 4,37-fache und um das 0,96-fache des Normalwertes im Abwasser der Unglücksstelle. Am Morgen des 18. August wurde erklärt, dass 40 Überwachungsstationen das Wasser in und um die Unglücksstelle kontrolliert hätten. Dabei sei an einer Station innerhalb der Unglücksstelle eine 28-fache Überschreitung der als unbedenklich geltenden Werte für Cyanid gemessen worden. Acht Stationen hätten eine Überschreitung der Grenzwerte registriert, während alle 14 Stationen außerhalb des Explosionsbereichs keine Auffälligkeiten gemeldet hätten. An einem Abwasserrohr wurde gar das 277-fache der erlaubten Menge an Blausäure gemessen. Die Luftwerte im gesamten Bereich seien unbedenklich gewesen. In den von der Explosion betroffenen Gebäuden habe keine Cyanidbelastung festgestellt werden können, die Konzentration flüchtiger organischer Verbindungen sei erhöht, aber nicht besorgniserregend gewesen, hieß es.
In chinesischen Medien wurde über das Austreten von Nervengas an der Unglücksstelle spekuliert. Experten erklärten dazu, das Auftreten von Nervengas sei unmöglich, da es nicht ohne Weiteres entstehen könne. Im Internet kursierten auch Bilder von einem weißen Schaum auf dem Boden um die Unglücksstelle, der Besorgnis erregte, nachdem es in Tianjin geregnet hatte. Proben des Schaums enthielten aber keine Spuren von Cyanid, erklärten die Verantwortlichen dazu. Auch im Regen, der im Umkreis von sieben Kilometern um die Unglücksstelle fiel, habe man kein Cyanid gefunden. Die Aufräumarbeiten wurden aus Sicherheitsgründen wegen Regens am 19. August kurzzeitig unterbrochen. Die Ergebnisse der Überwachungsstationen wurden auf Druck der Öffentlichkeit in Zukunft in Abständen von zwei Stunden veröffentlicht und nicht mehr nur einmal täglich, es wurde weiterhin eine Eilnachrichtenmeldung angekündigt, falls auffällige Werte festgestellt würden, hieß es auf einer Pressekonferenz am 19. August. Der stellvertretende Bürgermeister He Shushan gab an gleicher Stelle bekannt, dass noch immer eine große Menge an gefährlichen Chemikalien auf dem Gelände lagere und es deswegen schwierig sei, ein Ende der Aufräumarbeiten vorherzusehen. Bis zum Nachmittag des 19. August wurden 150 Tonnen Natriumcyanid von der Unglücksstelle geborgen.
Die Sorge um mögliche Umweltschäden ist unter der Bevölkerung von Tianjin sehr groß. Am 20. August verbreiteten sich in sozialen Netzwerken Bilder von einem Massensterben von Fischen im Fluss Hai, die im Zusammenhang mit ausgetretenen Chemikalien stehen sollten. Die Behörden konnten am Nachmittag des Tages keine Spuren von Chemikalien in dem Abschnitt des Flusses ungefähr sechs Kilometer von der Unglücksstelle entfernt feststellen, leiteten aber weitere Untersuchungen zur Ursache ein und gaben am Tag nach dem Massensterben Sauerstoffmangel als Ursache an.
Am 23. August wurde erklärt, dass man „seit ein paar Tagen“ verstärkt Wasser und Luft auf Cyanid untersuche. Im Umkreis von fünf Kilometern um die Unglücksstelle konnte Cyanid im Boden nachgewiesen werden, doch keine der betroffenen 16 von 73 Proben war über dem zulässigen Grenzwert, hieß es. Bei Wasserproben wurde im Bereich der Unglücksstelle an sieben von 26 Entnahmestellen eine Cyanidbelastung bis zum 54,6-fachen des nationalen Standards nachgewiesen. Außerhalb des direkten Katastrophenbereiches wurde kein Cyanid im Wasser gefunden. Am 22. September wurden die letzten 700 Kubikmeter mit Chemikalien belasteten Wassers an der Unglücksstelle aus einem mehrere Meter tiefen Loch gepumpt, das die Explosion gerissen hatte. Der Boden des Katastrophengebietes soll weiterhin verstärkt auf Belastungen untersucht werden.
Im Februar 2016 hieß es im abschließenden Untersuchungsbericht, dass es keine Belastung der Luft in der Umgebung des Unglücksortes mehr gäbe und dass das belastete Oberflächenwasser vorschriftsmäßig entsorgt worden sei. Die Behörden seien aber noch immer mit der Reinigung von Grundwasser und Boden im unmittelbaren Explosionsbereich beschäftigt.
Die Verwaltung von Tianjin hat eine besondere Überwachung der Gesundheit aller Bewohner der Umgebung des Unglücksortes, der Katastrophenhelfer einschließlich aller Verletzten veranlasst.

## Ursachensuche und Ermittlungen gegen Verantwortliche
Nach der Einleitung von Untersuchungen seitens der Obersten Volksstaatsanwaltschaft Chinas wurden wenige Tage nach dem Unglück der Vorstandschef Yu Xuwei, sein Stellvertreter Dong Shexuan sowie weitere neun Mitarbeiter von Ruihai Logistics und ein Mitarbeiter in Gewahrsam genommen. Auch ein Mitarbeiter einer Firma, die ein Sicherheitsgutachten für die Transportfirma erstellte, wurde festgenommen. Der Vorwurf lautete auf illegale Lagerung von Gefahrgut. Zhi Feng, der General Manager von Ruihai Logistics und sein Stellvertreter Shang Qingsen wurden unter Hausarrest gestellt.
Die Nachrichtenagentur Xinhua konnte die Besitzverhältnisse der betroffenen Firma offenlegen. Als Haupteigentümer mit 55 % der Anteile wird offiziell Li Liang geführt, doch dieser ist nur ein Strohmann für seinen Cousin Yu Xuewei, den früheren stellvertretenden Leiter der staatlichen Ölfirma Sinochem Group in Tianjin. Die restlichen 45 % gehören Dong Shexuan, dem Sohn des früheren Polizeichefs von Tianjin. Für Dong agierte sein früherer Mitschüler Shu Zheng als Strohmann, was Dong mit der Bekanntheit seines Vaters entschuldigte, die ihn anderenfalls Probleme befürchten ließ, zumal sein 2014 verstorbener Vater auch unter Korruptionsverdacht stand.
Yu und Dong beschlossen, nachdem sie sich bei einem Essen kennengelernt hatten, im November 2012 eine Logistikfirma zu gründen. Dong soll gute Beziehungen im Bereich von Feuerwehr und Polizei gehabt haben, während Yu diese im Bereich der Arbeitssicherheit und des Umweltschutzes hatte. Mit ihren Beziehungen sollen sie die entsprechenden Papiere für den Aufbau der Firma gesichert haben. So erklärte Dong, dass seine „Guanxi“ (im Deutschen in etwa: Beziehungen) ihm bei der regelmäßigen Beschaffung von Papieren zur Feuersicherheitsinspektion geholfen hätten, da er nur zu den zuständigen Stellen gehen brauchte und dann die entsprechenden Papiere bekam. Dong machte dabei keine Angaben, ob es zu Bestechung gekommen sei oder nicht.
Ein erstes Gutachten zur Sicherheit des Betriebes an diesem Standort war negativ, doch Dong gab an, dass Yu ein zweites Gutachten einer neuen Firma in Auftrag gegeben habe, das dann Unbedenklichkeit bescheinigte. Der zuständige Leiter des Planungsbüro für den Firmensitz gab an, dass alle Papiere, die ihm vorgelegt wurden, unproblematisch waren und die Ansiedlung entsprechend genehmigt wurde. Als Manager für die Firma war Zhi Feng tätig, der für Yu bei Sinochem gearbeitet hatte. Es wurde auch bekannt, dass ein Gutachten über den Umwelteinfluss der Firma entgegen den Bestimmungen nicht veröffentlicht wurde.
Zwischen Oktober 2014 und Juni 2015 hatte die Firma keine Genehmigung, mit Gefahrgut zu arbeiten. Yu erklärte dazu, dass ihm dies nicht notwendig erschien, da auch seine anderen Firmen nicht immer die entsprechenden Lizenzen gehabt hätten.
Am 27. August 2015 leitete die Oberste Volksstaatsanwaltschaft offizielle Ermittlungen gegen Mitarbeiter von Behörden in Tianjin ein, die für das Explosionsunglück verantwortlich gemacht werden. Gegen strenge Auflagen blieben Wu Dai der Leiter der Tianjin Municipal Transportation Commission, Zheng Qingyue, Präsident der Tianjin Port (Group) Co., Ltd., der stellvertretende Leiter der Arbeitssicherheitsbehörde, sowie Mitarbeiter des Zolls in Tianjin auf freiem Fuß. Konkret wird Mitarbeitern des Zolls vorgeworfen, dass sie unerlaubt Zollbescheinigungen für die Chemikalien ausgestellt haben. Der Vorwurf an die anderen Personen lautet auf Vernachlässigung ihrer Dienstpflichten, wodurch sie den gefährlichen und illegalen Betrieb von Ruihai Logistics ermöglicht hätten und sie deshalb für die Katastrophe verantwortlich seien. Außerdem wurde Wang Jinwen, ein hoher Beamter im Verkehrsministerium in die Ermittlungen mit einbezogen, ihm wird Machtmissbrauch vorgeworfen. Wang soll Ruihai Logistics geholfen haben, die Sicherheitsüberprüfungen zu bestehen und Genehmigungen zum Umgang mit Gefahrstoffen zu erhalten.
Ein Vertreter der Staatsanwaltschaft erklärte, dass die Ermittlungen in drei Schritten vollzogen würden. Als erstes untersuche man die Rolle der 11 beschuldigten Beamten. Dann würde man sich um die Suche nach den Ursachen der Explosion kümmern und alle Verantwortlichen in die Untersuchung einbeziehen. Drittens werde man die Möglichkeit von Korruption untersuchen.
Zusätzlich zu 22 bereits von der staatsanwaltlichen Untersuchung betroffenen Personen aus dem Unternehmen und der Stadtverwaltung eröffnete die Staatsanwaltschaft im Januar 2016 weitere Verfahren gegen 25 Personen wegen der Vernachlässigung ihrer Pflichten und Amtsmissbrauch im Zusammenhang mit der Katastrophe.
Bis Januar 2016 wurden insgesamt 49 Personen in verschiedener Weise von offiziellen Ermittlungsverfahren und damit verbundener Haft oder anderen Auflagen betroffen. Die Untersuchungskommission zum Unglück empfahl, dass insgesamt 123 Personen sich für die Katastrophe verantworten müssen. Unter den Verantwortlichen befinden sich fünf Personen auf Ministerebene. Von den Verantwortlichen sollen sich 74 Personen wegen Disziplinarverstößen vor der zuständigen Untersuchungskommission der Kommunistischen Partei Chinas verantworten, während 48 sich vor ihrer örtlichen Disziplinarkommission erklären müssen. Eine verantwortliche Person starb aus natürlichen Ursachen im Verlauf der Untersuchung. Es wurde geurteilt, dass Korruption, Missmanagement und unzureichende behördliche Kontrollen zu der Katastrophe beigetragen hätten.
Nach Angaben der Staatsanwaltschaft müssen sich weiterhin 25 Personen vor Gericht verantworten. Unter den Beschuldigten sind zwei Abteilungsleiter und sieben stellvertretende Abteilungsleiter. Ihnen werden die Vernachlässigung ihrer Aufgaben, Amtsmissbrauch und Korruption vorgeworfen.
Der abschließende Untersuchungsbericht zu den Ursachen der Katastrophe empfiehlt, der Firma Ruihai Logistics die Betriebserlaubnis zu entziehen und die leitenden Angestellten für die Wahrnehmung von Leitungsaufgaben in der Zukunft zu sperren.

## Strafrechtliche Aufarbeitung
Zwischen dem 7. und dem 9. November 2016 fanden vor dem Zweiten Mittleren Volksgericht sowie neun weiteren Gerichten in Tianjin die Strafprozesse gegen die im Zusammenhang mit der Explosionskatastrophe festgenommenen Personen statt. Es wurden insgesamt 49 Personen verurteilt; 24 Personen waren leitende Personen in der Firma Ruihai Logistics oder deren Angestellte bzw. von Ruihai Logistics beauftragter Privatfirmen und 25 waren bei verschiedenen staatlichen Stellen beschäftigt.
Die Angeklagten wurden einer Reihe von Vergehen für schuldig befunden. Der Vorstandsvorsitzende von Ruihai Logistics Yu Xuewei wurde für schuldig befunden, Angehörige der Hafenbehörde mit Bargeld oder Sachspenden im Wert von 157.500 RMB bestochen zu haben, um die Erlaubnis zum Umschlag von Gefahrgut zu erhalten. Yu wurde auch der illegalen Lagerung von Gefahrgut, dem illegalen Betrieb eines Unternehmens, der Verantwortung für Unfälle mit Gefahrgut, sowie weiterer Bestechung schuldig gesprochen. Gegen ihn wurde die Todesstrafe verhängt, die für zwei Jahre zur Bewährung in der Haft ausgesetzt wurde. Er muss ferner eine Geldstrafe in Höhe von 700.000 RMB zahlen. Gegen den stellvertretenden Vorstandsvorsitzenden und Manager von Ruihai Logistics sowie drei weitere Angestellte der Firma wurden Haftstrafen von 15 Jahren bis lebenslänglich verhängt.
Gegen Mitarbeiter der Behörden, darunter Wu Dai, den Leiter der Tianjin Municipal Transportation Commission, sowie den Leiter der Hafengesellschaft und den Leiter der Zollbehörde, wurden Haftstrafen zwischen drei und sieben Jahren wegen Vernachlässigung ihrer Amtspflichten, Amtsmissbrauch und der Annahme von Bestechungsgeldern verhängt.
Das Gericht stellte fest, dass die als Sicherheitsstufe gedachte Evaluation durch eine unabhängige Instanz, in diesem Falle die Tianjin Zhongbin Haisheng Safety Evaluation Company, versagt hatte und diese damit ebenfalls schuldig an der Katastrophe war, da diese Firma trotz besseren Wissens ein Zertifikat ausgestellt hatte, das die Lagerung von Gefahrgut als unproblematisch auf dem betroffenen Firmengelände auswies. Die Firma hatte das Gutachten für 50.000 RMB erstellt. Der Vorsitzende und der Manager sowie neun weitere Angestellte wurden zu Haftstrafen zwischen 18 Monaten und vier Jahren für die Ausstellung gefälschter Papiere verurteilt.
Alle Angeklagten nahmen die Urteile an und drückten ihre Reue über die Vorgänge aus.
Im September 2017 wurde Huang Xingguo, der zur Zeit der Explosion amtierende Bürgermeister und Vorsitzende des Katastrophenhilfekomitees, zu 12 Jahren Haft wegen Korruption verurteilt.

### Weitere Konsequenzen
Der für die Untersuchung des Unglücks zuständige Minister für Arbeitsschutz und Mitglied des Zentralkomitees der Kommunistischen Partei Chinas, Yang Dongliang, wurde wegen „schwerer Verletzung von Disziplin und Gesetzen“ wenige Tage nach dem Unglück von seinen Aufgaben entbunden. Die Disziplinarkommission der Kommunistischen Partei leitete eine Untersuchung ein. Yang war von 2001 bis Mai 2012 stellvertretender Bürgermeister von Tianjin und arbeitete davor in verschiedenen staatlichen Betrieben in der Stadt.

## Abschlussbericht zur Unfallursache
Der im Februar 2016 vorgelegte Untersuchungsbericht zu den Ursachen der Katastrophe kommt zu dem Ergebnis, dass die Selbstentzündung von Cellulosenitrat (Schießbaumwolle), verursacht durch das Austrocknen des Feuchtigkeitsspenders in Folge hoher Lufttemperaturen, für das Unglück verantwortlich ist. Das entstehende Feuer griff auf andere Chemikalien, darunter Ammoniumnitrat, über.
Der technische Leiter der Untersuchungskommission bezeichnete die 800 Tonnen Ammoniumnitrat als den Grund der Katastrophe. Die Chemikalie hätte nicht in dem Lager aufbewahrt werden dürfen. Die Angestellten informierten die eintreffende Feuerwehr nicht über die gelagerten Materialien, so konnte die Einsatzleitung nicht angemessen auf die Gefahrensituation reagieren.
Die Untersuchung der Verwaltungsentscheidungen hat ergeben, dass Gutachter der Firma falsche Zeugnisse ausgestellt hätten. Der Standort sei demnach nicht für den Umgang mit Gefahrgut geeignet gewesen und auch die Sicherheitsausstattung sei ohne wirkliche Begutachtung als angemessen beurteilt worden.
Die Firma Ruihai International Logicstics hatte ein nicht genehmigtes Lager für Gefahrgut errichtet und betrieben und traf unzureichende Sicherheitsmaßnahmen, urteilt der Untersuchungsbericht.
Die Katastrophe wird als extrem schwerer Arbeitssicherheitsunfall eingestuft.
Dem bereits in Gewahrsam genommen stellvertretenden Vorstandschef von Ruihai International Logistics Dong Shexuan wird von der Untersuchungskommission vorgeworfen, dass er als Sohn des früheren Leiters der obersten örtlichen Polizeibehörde, dem Public Security Bureau, im Hafen von Tianjin die Stellung seines Vaters dazu ausgenutzt habe, das nicht genehmigte Gefahrgutlager über längere Zeit ohne Genehmigung zu betreiben. Anderen leitenden Angestellten konnten keine familiären Beziehungen zu Beamten nachgewiesen werden.
Dem ebenfalls bereits in Gewahrsam befindlichen Vorstandsvorsitzenden Yu Xuewei wird von der Kommission vorgeworfen, mit Hilfe von unterschiedlichen Bestechungsmethoden Verantwortliche des Hafens zur Ausstellung für das Gefahrgutlager notwendiger Papiere veranlasst zu haben.

## Entschädigung für die Betroffenen und Wiederaufbaupläne
Die staatlichen Wohnungsbaugesellschaften Tianjin Real Estate Group Co., Ltd, Teda Investment Holding Co., Ltd, Tianjin Hi-tech Holding Group Co., Ltd, Tianjin T&B Holding Co., Ltd und die Tianjin residential construction development group Co., Ltd. kündigten als erste an, die bei den Explosionen beschädigten Wohnungen von Eigentümern, die dies wollten, zu kaufen. Die Zahl der beteiligten Unternehmen erhöhte sich bis zum 27. August auf acht, so kam unter anderem auch China Vanke Co Ltd, Chinas größte Immobilienfirma mit hinzu. Die Unternehmen planen den Wiederverkauf der Wohnungen nach einer umfassenden Sanierung des gesamten Gebietes, in dem sehr viel mehr Grünanlagen entstehen sollen. Die zukünftige Lagerung von Chemikalien in der Nähe der Wohnanlagen wurde ausdrücklich ausgeschlossen.
Die Wohnungsbaugesellschaften erklärten, dass sie die Wohnungen zu einem Preis über dem Marktpreis vor der Explosion aufkaufen würden und dass die Verkäufer darüber hinaus auch eine Entschädigung in Anspruch nehmen könnten. Eine unabhängige Agentur soll dazu den Marktwert vor der Explosion ermitteln. Käufer von noch nicht bezogenen Neubauten sollen neben dem Kaufpreis eine „Umzugsprämie“ erhalten, wenn sie die Wohnungen nicht in Anspruch nehmen. Für die Wohnungsbesitzer, die ihre Wohnungen nicht verkaufen möchten, übernimmt die Regierung von Tianjin die Renovierungskosten.
Der Kaufpreis für die Wohnungen wurde im September 2015 mit dem 1,3-fachen des Marktwertes festgelegt. Wer seine Wohnung nicht verkaufen möchte und sie renoviert, bekommt zusätzlich zu diesen Kosten eine Entschädigung von 16 % des ursprünglichen Kaufpreises der Wohnung. Der durchschnittliche Quadratmeterpreis in dem betroffenen Gebiet wird mit 11.000 RMB angegeben. Das bedeutet einen durchschnittlichen Aufkaufpreis von 14.300 RMB pro Quadratmeter. Ein Betrag von 20.000 RMB wurde allen Betroffenen geboten, die ihre Entschädigungsvereinbarung bis zum 6. September unterschrieben, was bis zum 3. September 9420 oder etwas mehr als die Hälfte aller Betroffenen getan hatte.
Am 13. September wurde bekannt gegeben, dass die Firma Fangda Real Estate Appraisal Company damit beauftragt wurde den Wert und Zustand der beschädigten Wohnungen zu schätzen und Empfehlungen zum Verkauf oder Renovierung zu geben. Die Regierung des Stadtbezirks gab am 21. September bekannt, dass der Kaufpreis pro Quadratmeter je nach Wohnung zwischen 10.582 RMB und 14.271 RMB durch die beauftragte Firma festgelegt wurde. Hinzu kommt dann noch die bereits angekündigte Entschädigung mit 30 % des Kaufpreises über dem Marktwert.
Am Unglücksort soll ein Denkmal errichtet werden, das an die Opfer der Katastrophe erinnert, gaben die örtlichen Behörden bekannt. Das Denkmal soll in einem Park entstehen, den die Behörden als „Öko-Park“ beschrieben. Entwürfe für den Park zeigten einen See an der Stelle des Explosionskraters. Der Park gehört zu einem Entwicklungsvorhaben für das Gebiet, das auch Kindergärten und Schulen vorsieht. Außerdem sollen 5000 Wohnungen für die Betroffenen gebaut werden.
Chinesische Internetnutzer kommentierten das Vorhaben, einen „Öko-Park“ an der Stelle der Explosionsstelle zu bauen, mit Ablehnung, da sie Vermutungen äußerten, dass das betroffene Gebiet noch lange chemisch belastet bliebe. Die Stadtverwaltung von Tianjin kündigte am 16. September 2015 an, dass eine Wiederaufbereitungsanlage für den Boden des von der Explosion betroffenen Gebietes genehmigt sei und dass sie, da die Container geräumt seien, kurzfristig ihren Betrieb aufnehmen würde. Chemisch belasteter Boden soll abtransportiert und vorschriftsmäßig behandelt werden, während alle nicht belasteten Reste wie etwa Bauschutt recycelt werden sollen.
Die Wiederinstandsetzung der beschädigten Wohnungen soll am 14. September beginnen, damit die Bewohner vor dem Beginn des Winters wieder in ihre Wohnungen zurückkehren können.
Die Familien der getöteten Feuerwehrleute erhalten eine Summe von 2,3 Millionen RMB als Rentenzahlung. Die Getöteten wurden zu „Märtyrern“ erklärt. 24 bis zum 12. September tot gefundenen Feuerwehrleuten, die für die staatliche Feuerwehr von Tianjin arbeiteten, wurde dafür posthum eine Goldmedaille für Verdienste um die nationale Verteidigung zuerkannt.
Am 27. September 2015 wurde bekannt gegeben, dass man entsprechende Maßnahmen eingeleitet habe, die Kosten für die Entschädigung der Betroffenen von den Besitzern von Ruihai Logistics Co Ltd., in deren Lager der Ausgangspunkt der Katastrophe lag, einzufordern.

## Reaktionen

### Offizielle Reaktionen
CCTV berichtete, dass der Präsident Xi Jinping bemüht sei, dafür zu sorgen, dass alle Opfer gerettet und alle Feuer gelöscht würden.
Nach Aussagen eines US-amerikanischen Chinaexperten, der in Kontakt mit sehr hohen chinesischen Politikern steht, soll Xi Jinping nach der Explosion ein Treffen seiner engsten Vertrauten einberufen haben und die Frage erörtert haben, ob es eine politische Ursache für die Katastrophe gäbe. Die Stärke der Explosion ließ Xi die Frage untersuchen, ob Munition der Armee mit oder ohne Wissen der betroffenen Firma dort gelagert worden war. Da die Katastrophe sich drei Wochen vor der Militärparade zum 70. Jahrestag des Endes des Zweiten Weltkrieges in Peking ereignete, die als ein entscheidender Schritt zur Festigung von Xis Macht gesehen wird, wollte Xi wissen, ob mit ihm unzufriedene Militärführer diese Explosion inszeniert hätten. Der Hafen von Tianjin ist ein etablierter Umschlagplatz für Waffen und Munition für die chinesische Armee und Waffenproduzenten.
Xi soll sich besonders auf Beziehungen zu den Generälen Xu Caihou und Guo Boxiong konzentriert haben, die 2014 wegen Korruption ihrer Ämter enthoben worden waren und Gerichtsverfahren ausgesetzt waren. Es soll einen mit diesem Schritt unzufriedenen Kreis von hohen Offizieren geben. Die betreffenden Militärkreise sollen auch eine Beziehung zu Jiang Zemin unterhalten, der sich hinter den Kulissen einen Machtkampf mit Xi Jinping liefern soll.
Eine andere Frage, die Xi bewegte, war die nach dem politischen Hintergrund der Firma Ruihai, die sich eine Lizenz zum Umgang mit gefährlichen Gütern nicht ohne politische Rückendeckung hat sichern können. Doch entsprechende Nachforschungen ergaben, dass zumindest für ihn wichtige lokal einflussreiche Gegner Jiang Zemins keinerlei Beziehungen zu der Firma unterhielten und sie demnach weiterhin als seine Unterstützer gesehen werden können.
Die Fixierung auf den Verdacht einer Verschwörung gegen die augenblicklichen Machthaber soll es verhindert haben, dass ein hochrangiger nationaler Politiker den Unglücksort schneller besuchte als am fünften Tag Ministerpräsident Li Keqiang.
Am 16. August besuchte der chinesische Ministerpräsident Li Keqiang den Unglücksort. Er informierte sich über den Fortgang der Arbeiten am Explosionsort, traf Verletzte und Evakuierte und ehrte die toten Feuerwehrleute. Er erklärte, dass die Vorschriften zum Umgang mit gefährlichen Stoffen überarbeitet würden. Er versprach, die Schuldigen zu bestrafen und stellte eine Entschädigung für die Angehörigen aller getöteten Feuerwehrleute in Aussicht. Informationen zum Unglück sollten seinen Angaben zufolge ohne Verzögerung an die Öffentlichkeit weitergegeben werden.
Am 22. September 2015 ließ sich Li Keqiang über den Fortgang der Untersuchungen informieren. Er erklärte dazu dann, dass die Behörden in einem vorläufigen Bericht zu den Ursachen festgestellt hätten, dass Korruption und Pflichtvernachlässigung einen Beitrag zu dem Unglück geleistet hätten. Er kündigte eine lückenlose Aufklärung der Vorgänge an und versprach alle Verantwortlichen ohne Rücksicht auf ihre Stellung zu bestrafen, wobei er Korruption und Nachlässigkeit als besonders strafwürdig hervorhob. Die Behörden wurden aufgefordert die Aufklärung der Katastrophenursachen zu beschleunigen.
Der britische Außenminister Philip Hammond, der sich zur Zeit der Katastrophe in China aufhielt und die Stadt nur wenige Stunden vor dem Vorfall besucht hatte, sprach den Opfern der Katastrophe sein Beileid aus. Auch der Botschafter der Vereinigten Staaten in China Max Baucus und dessen Frau, der russische Präsident Wladimir Putin, die Europäische Union und das US-amerikanische Außenministerium sprachen den Opfern und ihren Familien ihr Mitgefühl aus. Lee Hsien Loong, der Premierminister von Singapur schrieb im sozialen Netzwerk Facebook, er kondoliere den Angehörigen, gleichzeitig versicherte er, dass kein Singapurer verletzt wurde.
Huang Xingguo, der Bürgermeister der Stadt Tianjin, erklärte, die Stadt sei letztendlich verantwortlich für den Verlust an Menschenleben und den hohen Sachschaden, der verursacht worden sei, und bekundete sein Beileid für die Hinterbliebenen.

### Diskussion in den Medien und im Internet
Berichte von Journalisten wurden angeblich von der chinesischen Regierung unterdrückt. So mussten Passanten und Reporter sich etwa ein bis zwei Kilometer von der Explosionsstelle entfernen. Nutzer des sozialen Netzwerks Weibo berichteten, ihre Beiträge zum Unglück würden gelöscht werden. Die chinesische Internetbehörde erklärte, dass bei Sina Weibo und WeChat 160 Benutzerkonten dauerhaft und 200 Benutzerkonten zeitweise gesperrt worden seien, weil über sie Gerüchte zu den Vorgängen in Tianjin verbreitet worden seien. Bis zum 15. August wurden 50 Webseiten von der Internetbehörde getadelt, weil sie nicht überprüfte Informationen weitergaben und Nutzern die Möglichkeit gaben, Gerüchte zu verbreiten. 32 Webseiten wurden deswegen geschlossen, 18 Webseiten wurde die Lizenz entzogen.
Die Zeitung Global Times kritisierte am 17. August in einem Artikel den Umgang der Verantwortlichen in Tianjin mit der Presse. Es wurde darauf hingewiesen, dass die Pressekonferenzen zunächst allein von Mitarbeitern der Presseabteilung bestritten wurden, während sich hohe Beamte nicht zeigten. Die Zeitung bezeichnete es als eine Notwendigkeit, dass im Internetzeitalter die Bewältigung von Großereignissen auch davon abhänge, die Öffentlichkeit glaubhaft zu informieren, da sonst das Ansehen des Staates darunter leide.
In den sozialen Netzwerken Chinas ging unterdessen die Frage danach um, ob die wirklichen Verantwortlichen für die Katastrophe in Haft genommen wurden und ob auch die hierbei in Korruption verwickelten Menschen zur Verantwortung gezogen würden.
Das Ministerium für öffentliche Sicherheit gab am 30. August bekannt, dass im Rahmen einer besonderen Aktion 197 Internetbenutzer wegen der Verbreitung von Gerüchten bestraft worden seien und 165 Nutzerkonten geschlossen worden seien. Zu der Explosion in Tianjin soll im Internet gesagt worden sein, dass mindestens 1300 Menschen getötet worden seien. Das Ministerium rief Internetprovider dazu auf, das Netz stärker selbst zu regulieren.
Die große Zahl an getöteten Feuerwehrleuten, die die wahrscheinlich größte seit 1949 in China ist, führte zu einer öffentlichen Debatte, ob die Einsatzkräfte wussten, zu welch einem Brand sie gerufen wurden und ob sie entsprechend darauf vorbereitet gewesen seien. Die Feuerwehrbehörde von Tianjin sagte dazu, die Feuerwehrleute hätten nicht gewusst, was in Brand geraten sei und dass die (erste) Explosion überraschend passiert sei, sodass ihnen keine Zeit zur Selbstrettung blieb.

### Maßnahmen gegen weitere Chemieunfälle
Die Sorge um mögliche Umweltschäden ist unter der Bevölkerung von Tianjin sehr groß. Am 20. August verbreiteten sich in sozialen Netzwerken Bilder von einem Massensterben von Fischen im Fluss Hai, die im Zusammenhang mit ausgetretenen Chemikalien stehen sollten. Die Behörden konnten am Nachmittag des Tages keine Spuren von Chemikalien in dem Abschnitt des Flusses ungefähr sechs Kilometer von der Unglücksstelle feststellen, leiteten aber weitere Untersuchungen zur Ursache ein und gaben am Tag nach dem Massensterben Sauerstoffmangel als Ursache an.
Der chinesische Industrieminister Miao Wei erklärte, dass lokale Behörden in ganz China im Laufe des August 2015 Pläne vorgelegt hätten, wie Fabriken, die mit Chemikalien arbeiten, entweder modernisiert oder aber verlegt werden sollen. Miao sagte, dies sei ein Vorhaben, das man schon vor einem Jahr begonnen habe, das aber wenig Anklang gefunden habe bis zur Explosion in Tianjin. Die Kosten dieser Maßnahme werden auf rund 400 Milliarden RMB (rund 50 Mrd. Euro) geschätzt, die von den Firmen und den örtlichen Behörden und zu einem kleinen Teil von der Zentralregierung getragen werden sollen. Eine als Folge der Explosion veranlasste landesweite Inspektion von Betrieben, die mit gefährlichen Gütern umgehen, fand an 80 Orten Verstöße gegen die Sicherheitsvorschriften wie Wohnsiedlungen in unmittelbarer Nachbarschaft oder unzureichenden Zugang zu Feuerwehr und Löschwasser. Die lokalen Behörden wurden dafür verantwortlich gemacht, dass die Sicherheitsvorschriften umgehend eingehalten werden.
Die Stadt Tianjin veranlasste unmittelbar nach dem Unglück die Sicherheitsüberprüfung von 275 Unternehmen, in denen Gefahrgut vorhanden ist. Bei 70 Unternehmen wurden so gravierende Sicherheitsmängel festgestellt, dass ihnen der Betrieb untersagt wurde. Eine umfassende Untersuchung der Sicherheit von 583 Unternehmen im Bezirk Binhai, die Gefahrgut produzieren, transportieren oder im Hafen von Tianjin umschlagen, führte zu dem Ergebnis, dass 85 Firmen in diesem Bereich den Betrieb einstellen werden. Neun Unternehmen wurden wegen Verstößen bestraft, zehn Unternehmen werden ihren Sitz verlegen und 66 haben eine Übereinkunft mit der Regierung getroffen ihr Geschäftsfeld umzustellen. Eine genaue Erfassung des Gefahrenpotentials von 309 Firmen in dem Bezirk liegt ebenfalls bereits vor, diese sollte bis Ende 2016 auf 379 Betriebe ausgeweitet werden. Für die Umsiedlung von zwei Chemiefirmen, die an ihrem jetzigen Standort als Umweltgefahr sowie als Gefahr für die Anwohner eingestuft wurden, rechnete die Stadt mit Kosten von 29 Milliarden RMB für das Jahr 2016.
Der Ständige Ausschuss des Nationalen Volkskongresses hat eine Änderung der gesetzlichen Regelungen bezüglich der Luftverschmutzung beschlossen. Die Gesetzesänderung verpflichtet dazu, dass die Luftwerte, wie sie nach den Explosionen in Tianjin gemessen wurden, veröffentlicht werden müssen.

### Reaktionen der betroffenen Einwohner
Am 27. August 2015 versammelten sich ungefähr 500 Personen, deren Wohnungen bei den Explosionen beschädigt wurden, vor der Stadtverwaltung von Tianjin und forderten, dass die Behörden die Wohnungen kaufen und sie für den Schaden entschädigen sollten. Als es gegen Mittag zu Auseinandersetzungen zwischen Demonstranten und der Polizei kam, wurden 12 Personen von der Polizei abgeführt. Die Stadtverwaltung kündigte unterdessen am 27. August an, dass sie eine monatliche Entschädigung von 2000 RMB für einige der Betroffenen bezahlen wolle.
Betroffene Anwohner sagten, dass sie von dem Aufkaufangebot für die Wohnungen enttäuscht seien. Sie klagten, dass sie keine Wohnung gleicher Qualität zu dem angebotenen Preis bekommen könnten. Eine Wohnung gleicher Qualität im gleichen Stadtbezirk wurde Anfang September 2015 mit durchschnittlich 15.000 RMB pro Quadratmeter, also über dem Kaufpreisangebot für die beschädigten Wohnungen von 14.300 RMB pro Quadratmeter gehandelt, sagten Immobilienhändler. Die Regierung bot den Betroffenen staatliche Wohnungen zum Preis von 6800 bis 8800 RMB pro Quadratmeter in der Nachbarschaft des Katastrophengebiets an. Die Wohnungseigentümer zeigten sich aber unzufrieden mit der niedrigen Qualität der angebotenen Wohnungen.

## Sonstiges
Der chinesische Fotograf Chen Jie gewann bei den World Press Photo Wettbewerb 2016 den dritten Preis für seine Luftaufnahme der Unglücksstelle in der Kategorie General News.